# Persone di nome Hans
| Questa pagina contiene informazioni ricavate automaticamente dalle voci biografiche con l'ausilio del template Bio e di un bot. L'aggiornamento è periodico e automatico e ricostruisce completamente la pagina. Se manca una persona in questa lista, sei pregato di non aggiungerla, ma accertati piuttosto che la sua voce biografica contenga il template Bio e che i dati anagrafici siano correttamente compilati. Se il template Bio manca, inseriscilo tu stesso o, in alternativa, metti l'avviso {{tmp\|Bio}} che ne segnala la mancanza. Se i dati riportati sono sbagliati, correggi direttamente la voce biografica; le modifiche saranno visibili in questa lista entro pochi giorni. Per chiarimenti vedi il progetto antroponimi. La lista contiene solo le 896 persone che sono citate nell'enciclopedia e per le quali è stato implementato correttamente il template Bio. Pagina aggiornata al 16 ott 2024. |

Questa è una lista di persone presenti nell'enciclopedia che hanno il prenome Hans, suddivise per attività principale.

## Allenatori di calcio(18)
- Hans Bongartz, allenatore di calcio e ex calciatore tedesco (Bonn, n. 1951)
- Hans Croon, allenatore di calcio olandese (n. 1936 - † 1985)
- Hans Dorjee, allenatore di calcio e calciatore olandese (Delft, n. 1941 - Delft, † 2002)
- Hans Eklund, allenatore di calcio e ex calciatore svedese (Mönsterås, n. 1969)
- Hans Erik Eriksen, allenatore di calcio e ex calciatore norvegese (n. 1977)
- Roger Franzén, allenatore di calcio e ex calciatore svedese (n. 1964)
- Hans Hagen, allenatore di calcio e calciatore tedesco (Fürth, n. 1894 - † 1957)
- Hans Fróði Hansen, allenatore di calcio e ex calciatore faroese (Leirvík, n. 1975)
- Hans Kaulich, allenatore di calcio austriaco (Vienna, n. 1894 - Vienna, † 1966)
- Hans Knutsen, allenatore di calcio e ex calciatore norvegese (n. 1955)
- Hans de Koning, allenatore di calcio e ex calciatore olandese (Rotterdam, n. 1960)
- Hans Meyer, allenatore di calcio e ex calciatore tedesco (Briesen, n. 1942)
- Hans Erik Ødegaard, allenatore di calcio e ex calciatore norvegese (Drammen, n. 1974)
- Johan Persson, allenatore di calcio e ex calciatore svedese (Tollarp, n. 1984)
- Hans Pulver, allenatore di calcio e calciatore svizzero (n. 1902 - Berna, † 1977)
- Roger Sandberg, allenatore di calcio e ex calciatore svedese (Luleå, n. 1972)
- Hans Somers, allenatore di calcio e ex calciatore belga (Malines, n. 1978)
- Hans Walitza, allenatore di calcio e ex calciatore tedesco (Mülheim an der Ruhr, n. 1945)

## Alpinisti(3)
- Hans Dülfer, alpinista tedesco (Barmen, n. 1892 - Arras, † 1915)
- Hans Kammerlander, alpinista e esploratore italiano (Campo Tures, n. 1956)
- Hans Reinl, alpinista e ingegnere austriaco (Františkovy Lázně, n. 1880 - Hallein, † 1957)

## Altisti(1)
- Hans Liesche, altista tedesco (Amburgo, n. 1891 - Berlino, † 1979)

## Ammiragli(4)
- Hans Birch Dahlerup, ammiraglio danese (Hillerød, n. 1790 - Copenaghen, † 1872)
- Hans von Koester, ammiraglio tedesco (Schwerin, n. 1844 - Kiel, † 1928)
- Hans Walther, ammiraglio tedesco (Patschkau, n. 1883 - Koblenz-Ehrenbreitstein, † 1950)
- Hans Zenker, ammiraglio tedesco (Bielitz, n. 1870 - Gottinga, † 1932)

## Anatomisti(1)
- Hans Paul Bernhard Gierke, anatomista tedesco (Stettino, n. 1847 - Schöneberg, † 1886)

## Antifascisti(2)
- Hans Coppi, antifascista tedesco (Berlino, n. 1916 - Berlino, † 1942)
- Hans Scholl, antifascista tedesco (Crailsheim, n. 1918 - Monaco di Baviera, † 1943)

## Antiquari(1)
- Hans P. Kraus, antiquario austriaco (Vienna, n. 1907 - Ridgefield, † 1988)

## Antropologi(1)
- Hans F.K. Günther, antropologo tedesco (Friburgo in Brisgovia, n. 1891 - Friburgo in Brisgovia, † 1968)

## Archeologi(2)
- Hans Achelis, archeologo e storico tedesco (Hastedt, n. 1865 - Lipsia, † 1937)
- Hans Peter L'Orange, archeologo norvegese (Oslo, n. 1903 - † 1983)

## Architetti(9)
- Hans Erich Bogatzky, architetto tedesco (Berlino, n. 1927 - Berlino, † 2009)
- Hans Döllgast, architetto tedesco (Bergheim, n. 1891 - Monaco di Baviera, † 1974)
- Hans Grässel, architetto tedesco (Rehau, n. 1860 - Monaco di Baviera, † 1939)
- Hans Robert Hiegel, architetto tedesco (Kaiserslautern, n. 1954)
- Hans Hollein, architetto austriaco (Vienna, n. 1934 - Vienna, † 2014)
- Hans Kollhoff, architetto tedesco (Lobenstein, n. 1946)
- Hans Nadler, architetto tedesco (Dresda, n. 1910 - Dresda, † 2005)
- Hans Poelzig, architetto, designer e scenografo tedesco (Berlino, n. 1869 - Berlino, † 1936)
- Hans Stimmann, architetto e urbanista tedesco (Lubecca, n. 1941)

## Artigiani(3)
- Hans Dorn, artigiano austriaco (n. 1430 - † 1509)
- Hans Christoph Schissler, artigiano tedesco
- Hans Troschel, artigiano tedesco (n. 1548 - † 1612)

## Artisti(2)
- Hans Haacke, artista tedesco (Colonia, n. 1936)
- Ron Mueck, artista e scultore australiano (Melbourne, n. 1958)

## Astronauti(1)
- Hans Schlegel, astronauta e fisico tedesco (Überlingen, n. 1951)

## Astronomi(6)
- Hans Jørn Fogh Olsen, astronomo danese (n. 1943)
- Hans Geelmuyden, astronomo norvegese (Stavern, n. 1844 - Nordmarken, † 1920)
- Hans Ulrik Nørgaard-Nielsen, astronomo danese († 2021)
- Hans Rickman, astronomo svedese (Stoccolma, n. 1949)
- Hans Schjellerup, astronomo danese (Odense, n. 1827 - Copenaghen, † 1887)
- Hans Scholl, astronomo tedesco (Heidelberg, n. 1942)

## Attori(30)
- Hans Albers, attore e cantante tedesco (Amburgo, n. 1891 - Starnberg, † 1960)
- Hans Christian Blech, attore tedesco (Darmstadt, n. 1915 - Monaco di Baviera, † 1993)
- Hans von Borsody, attore austriaco (Vienna, n. 1929 - Kiel, † 2013)
- Hans Brausewetter, attore tedesco (Málaga, n. 1899 - Berlino, † 1945)
- Hans Brenner, attore austriaco (Innsbruck, n. 1938 - Monaco di Baviera, † 1998)
- Hans Caninenberg, attore tedesco (Duisburg, n. 1913 - Gräfelfing, † 2008)
- Warren Christie, attore britannico (Belfast, n. 1975)
- Hans Clarin, attore tedesco (Wilhelmshaven, n. 1929 - Aschau im Chiemgau, † 2005)
- Hans Conried, attore, comico e doppiatore statunitense (Baltimora, n. 1917 - Burbank, † 1982)
- Hans-Helmut Dickow, attore tedesco (Dresda, n. 1927 - Stoccarda, † 1989)
- Gösta Ekman, attore, regista e comico svedese (Stoccolma, n. 1939 - Stoccolma, † 2017)
- Hans Hinrich, attore, regista e doppiatore tedesco (Berlino, n. 1903 - Berlino, † 1974)
- Hans Junkermann, attore tedesco (Stoccarda, n. 1872 - Berlino, † 1943)
- Hans Korte, attore e doppiatore tedesco (Bochum, n. 1929 - Monaco di Baviera, † 2016)
- Hans Kraly, attore e sceneggiatore tedesco (Amburgo, n. 1884 - Los Angeles, † 1950)
- Hans Leibelt, attore tedesco (Lipsia, n. 1885 - Monaco di Baviera, † 1974)
- Hans Löhr, attore tedesco (Berlino, n. 1922 - Oblast' di Novgorod, † 1942)
- Hans Matheson, attore britannico (Stornoway, n. 1975)
- Hans Moser, attore austriaco (Vienna, n. 1880 - Gablitz, † 1964)
- Wolfgang Neuss, attore e cabarettista tedesco (Breslau, n. 1923 - Berlino, † 1989)
- Hans Nielsen, attore e doppiatore tedesco (Amburgo, n. 1911 - Berlino, † 1965)
- Hans Quest, attore e regista tedesco (Herford, n. 1915 - Monaco di Baviera, † 1997)
- Hans Rehmann, attore svizzero (Zurigo, n. 1900 - Langenthal, † 1939)
- Hans Richter, attore e regista tedesco (Nowawes, n. 1919 - Heppenheim, † 2008)
- Hans Hermann Schaufuß, attore tedesco (Lipsia, n. 1893 - Monaco di Baviera, † 1982)
- Hans Joachim Schaufuß, attore tedesco (Berlino, n. 1918 - Orël, † 1941)
- Hans Stüwe, attore cinematografico, regista teatrale e musicologo tedesco (Halle, n. 1901 - Berlino, † 1976)
- Hans Söhnker, attore tedesco (Kiel, n. 1903 - Berlino Ovest, † 1981)
- Hans Heinrich von Twardowski, attore tedesco (Stettino, n. 1898 - New York, † 1958)
- Hans Wahlgren, attore e doppiatore svedese (Helsingborg, n. 1937 - Norra Lagnö, † 2024)

## Attori teatrali(2)
- Konrad Ekhof, attore teatrale tedesco (Amburgo, n. 1720 - Gotha, † 1778)
- Hans Peter Janssens, attore teatrale e baritono belga (Bruges, n. 1962)

## Aviatori(3)
- Hans Hahn, aviatore tedesco (Gotha, n. 1914 - Monaco di Baviera, † 1982)
- Hans Imelmann, aviatore tedesco (Hannover, n. 1897 - nei pressi di Miraumont, † 1917)
- Hans Sander, aviatore e ingegnere tedesco

## Avvocati(4)
- Hans Ludwig Engel, avvocato austriaco (n. 1630 - † 1674)
- Hans Frank, avvocato, politico e criminale di guerra tedesco (Karlsruhe, n. 1900 - Norimberga, † 1946)
- Hans Furler, avvocato e politico tedesco (Lahr/Schwarzwald, n. 1904 - Achern, † 1975)
- Hans Litten, avvocato tedesco (Halle, n. 1903 - Dachau, † 1938)

## Banchieri(3)
- Hans von Aulock, banchiere e numismatico tedesco (Ohlau, n. 1906 - Ankara, † 1980)
- Hans Fischböck, banchiere e politico austriaco (Geras, n. 1895 - Marburgo, † 1967)
- Hans Fugger, banchiere e mercante tedesco (Augusta, n. 1531 - Augusta, † 1598)

## Baritoni(1)
- Hans Feodor von Milde, baritono austriaco (Petronell, n. 1821 - Vienna, † 1899)

## Bassi(2)
- Hans von Rokitansky, basso e insegnante austriaco (Vienna, n. 1835 - Stiria, † 1909)
- Hans Sotin, basso tedesco (Dortmund, n. 1939)

## Bassi-baritoni(1)
- Hans Hotter, basso-baritono e cantante tedesco (Offenbach am Main, n. 1909 - † 2003)

## Batteriologi(1)
- Hans Aronson, batteriologo, medico e pediatra tedesco (Königsberg, n. 1865 - Dresda, † 1919)

## Batteristi(1)
- Hans Nilsson, batterista svedese (Göteborg, n. 1972)

## Biatleti(3)
- Hans Estner, ex biatleta tedesco occidentale (Tegernsee, n. 1951)
- Peppe Femling, ex biatleta svedese (Valbo, n. 1992)
- Hans Martin Gjedrem, ex biatleta e fondista norvegese (n. 1980)

## Biochimici(2)
- Hans Karl August Simon von Euler-Chelpin, biochimico svedese (Augusta, n. 1873 - Stoccolma, † 1964)
- Hans Adolf Krebs, biochimico e medico tedesco (Hildesheim, n. 1900 - Oxford, † 1981)

## Biologi(2)
- Hans Driesch, biologo e filosofo tedesco (Bad Kreuznach, n. 1867 - Lipsia, † 1941)
- Hans Spemann, biologo tedesco (Stoccarda, n. 1869 - Friburgo in Brisgovia, † 1941)

## Bobbisti(20)
- Hans Aichele, bobbista svizzero (Baden, n. 1911 - † 1948)
- Hans Bolli, ex bobbista svizzero
- Hans Bütikofer, bobbista svizzero (n. 1915 - † 2011)
- Hans Candrian, bobbista svizzero (Flims, n. 1938 - Coira, † 1999)
- Hans Eichinger, ex bobbista austriaco
- Hans Peter Hannighofer, bobbista e ex discobolo tedesco (n. 1997)
- Hans Henn, bobbista tedesco (Grimmelshausen, n. 1926 - Garmisch-Partenkirchen, † 1993)
- Hans Hess, bobbista tedesco (n. 1902)
- Hans Hiltebrand, ex bobbista svizzero (Dielsdorf, n. 1945)
- Hans Hohenester, bobbista tedesco (n. 1917 - Garmisch-Partenkirchen, † 2001)
- Hans Leutenegger, bobbista svizzero (Bichelsee, n. 1940)
- Hans Maurer, ex bobbista tedesco (Garmisch-Partenkirchen, n. 1934)
- Hans Mehlhorn, bobbista tedesco (Aue, n. 1900 - Colonia, † 1983)
- Hans Märcy, ex bobbista svizzero
- Hans Nägle, bobbista tedesco (n. 1902)
- Hans Rösch, bobbista tedesco (Monaco di Baviera, n. 1914 - † 1962)
- Hans Schmidt, bobbista tedesco
- Hans Theler, ex bobbista svizzero
- Hans Wagner, bobbista tedesco (Neubeuern, n. 1949)
- Hans Zoller, bobbista svizzero (Basilea, n. 1922 - Basilea, † 2020)

## Botanici(4)
- Hans Günther Aach, botanico tedesco (Oldenburg, n. 1919 - Aquisgrana, † 1999)
- Hans Ferdinand Linskens, botanico e genetista tedesco (Lahr, n. 1921 - † 2007)
- Hans Christian Lyngbye, botanico danese (Aalborg, n. 1782 - † 1837)
- Hans Sundermann, botanico tedesco (Detmold, n. 1924 - † 2002)

## Canoisti(3)
- Hans Berglund, canoista svedese (Stoccolma, n. 1918 - † 2006)
- Hans Olsson, ex canoista svedese (Göteborg, n. 1964)
- Hans Wetterström, canoista svedese (Nyköping, n. 1923 - Nyköping, † 1980)

## Canottieri(7)
- Hans Bourquin, canottiere svizzero (n. 1914 - Sion, † 1998)
- Hans Gruhne, canottiere tedesco (Berlino, n. 1988)
- Hans Kalt, canottiere svizzero (n. 1924 - Zugo, † 2011)
- Thor Kristensen, canottiere danese (Visborg, n. 1980)
- Hans Lenk, canottiere tedesco (Berlino, n. 1935 - Karlsruhe, † 2024)
- Hans Schöchlin, canottiere svizzero (n. 1893 - † 1978)
- Hans Walter, canottiere svizzero (n. 1889 - Stansstad, † 1967)

## Cantanti(3)
- Robin Bengtsson, cantante svedese (Svenljunga, n. 1990)
- Hurula, cantante svedese (Luleå, n. 1979)
- Oskar Linnros, cantante svedese (Sundbyberg, n. 1983)

## Cardinali(1)
- Hans Hermann Groër, cardinale, arcivescovo cattolico e abate austriaco (Vienna, n. 1919 - Sankt Pölten, † 2003)

## Cavalieri(7)
- Hans von Blixen-Finecke Jr., cavaliere svedese (Linköping, n. 1916 - Penzance, † 2005)
- Hans von Blixen-Finecke, cavaliere svedese (n. 1886 - Malmslätt, † 1917)
- Hans Bühler, cavaliere svizzero (Winterthur, n. 1893 - Berg am Irchel, † 1967)
- Hans Peter Minderhoud, cavaliere olandese (Veere, n. 1973)
- Åke Thelning, cavaliere svedese (Södra Härene, n. 1892 - Särö, † 1979)
- Hans Günter Winkler, cavaliere tedesco (Barmen, n. 1926 - Warendorf, † 2018)
- Hans von Rosen, cavaliere svedese (Stoccolma, n. 1888 - Norrköping, † 1952)

## Cestisti(6)
- Hans Albertsson, ex cestista e ex altista svedese (Tranås, n. 1940)
- Hans Brydniak, ex cestista tedesco (n. 1937)
- Hans Heijdeman, ex cestista olandese (n. 1959)
- Hans Niclaus, cestista tedesco (Lipsia, n. 1914 - Kempen, † 1997)
- Hans Perrier, cestista e allenatore di pallacanestro olandese (n. 1936 - † 2022)
- Hans Vanwijn, cestista belga (Heusden-Zolder, n. 1995)

## Chimici(8)
- Hans Alterthum, chimico tedesco (Berlino, n. 1890 - Buenos Aires, † 1955)
- Hans Fischer, chimico tedesco (Höchst, n. 1881 - Monaco di Baviera, † 1945)
- Hans Goldschmidt, chimico tedesco (Berlino, n. 1861 - Baden-Baden, † 1923)
- Hans Heinrich Landolt, chimico svizzero (Zurigo, n. 1831 - Berlino, † 1910)
- Hans Meerwein, chimico tedesco (Amburgo, n. 1879 - Marburgo, † 1965)
- Julius Thomsen, chimico danese (Copenaghen, n. 1826 - Copenaghen, † 1909)
- Hans Tropsch, chimico ceco (Planá, n. 1889 - Essen, † 1935)
- Hans von Wartenberg, chimico tedesco (Kellinghusen, n. 1880 - Gottinga, † 1960)

## Ciclisti su strada(6)
- Jack Bauer, ciclista su strada neozelandese (Takaka, n. 1985)
- Hans Hartmann, ciclista su strada tedesco (Schwabach)
- Hans Knecht, ciclista su strada, pistard e ciclocrossista svizzero (Zurigo, n. 1913 - Zurigo, † 1986)
- Hans Ludwig, ciclista su strada e pistard tedesco (Sossenheim, n. 1885 - Oberursel, † 1964)
- Hans Martin, ciclista su strada svizzero (Zurigo, n. 1913 - Opfikon, † 2005)
- Hans Sommer, ciclista su strada svizzero (Remigen, n. 1920 - Lucerna, † 2004)

## Compositori(22)
- Hans Erich Apostel, compositore tedesco (Karlsruhe, n. 1901 - Vienna, † 1972)
- Hans Buchner, compositore, organista e teorico musicale tedesco (Ravensburg, n. 1483 - Costanza, † 1538)
- Hans Chemin-Petit, compositore, direttore d'orchestra e insegnante tedesco (Potsdam, n. 1902 - Berlino, † 1981)
- Hans Gál, compositore e pianista austriaco (Brunn am Gebirge, n. 1890 - † 1987)
- Hans Gram, compositore danese (Copenaghen, n. 1754 - Boston, † 1804)
- Hans Leo Hassler, compositore e organista tedesco (Norimberga, n. 1564 - Francoforte sul Meno, † 1612)
- Hans Helfritz, compositore, musicologo e scrittore tedesco (Chemnitz, n. 1902 - Duisburg, † 1995)
- Hans Werner Henze, compositore tedesco (Gütersloh, n. 1926 - Dresda, † 2012)
- Hans Huber, compositore svizzero (Eppenberg-Wöschnau, n. 1852 - Locarno, † 1921)
- Hans von Koessler, compositore e direttore d'orchestra tedesco (Kemnath, n. 1853 - Ansbach, † 1926)
- Hans Krása, compositore ceco (Praga, n. 1899 - Auschwitz, † 1944)
- Hans Christian Lumbye, compositore e direttore d'orchestra danese (Copenaghen, n. 1810 - Copenaghen, † 1874)
- Hans Neusidler, compositore e liutista tedesco (Presburgo, n. 1508 - Norimberga, † 1563)
- Hans Georg Nägeli, compositore e editore svizzero (Wetzikon, n. 1773 - Zurigo, † 1836)
- Hans Otte, compositore e pianista tedesco (Plauen, n. 1926 - Brema, † 2007)
- Hans Pfitzner, compositore e direttore d'orchestra tedesco (Mosca, n. 1869 - Salisburgo, † 1949)
- Hans Rott, compositore e organista austriaco (n. 1858 - † 1884)
- Hans J. Salter, compositore austriaco (Vienna, n. 1896 - Los Angeles, † 1994)
- Hans Bronsart von Schellendorff, compositore e direttore d'orchestra tedesco (n. 1830 - Monaco di Baviera, † 1913)
- Hans Michael Schletterer, compositore, direttore d'orchestra e musicologo tedesco (Ansbach, n. 1824 - Augusta, † 1893)
- Hans Sitt, compositore, violinista e violista ceco (Praga, n. 1850 - Lipsia, † 1922)
- Hans Zimmer, compositore, produttore discografico e tastierista tedesco (Francoforte sul Meno, n. 1957)

## Compositori di scacchi(1)
- Hans Klüver, compositore di scacchi tedesco (Lipsia, n. 1901 - Amburgo, † 1989)

## Criminologi(1)
- Hans Gross, criminologo austriaco (Graz, n. 1847 - Graz, † 1915)

## Critici d'arte(1)
- Hans Neuburg, critico d'arte e designer svizzero (Olomouc, n. 1904 - Zurigo, † 1983)

## Danzatori(2)
- Hans Beck, ballerino, coreografo e direttore artistico danese (Haderslev, n. 1861 - Copenaghen, † 1952)
- Hans van Manen, ballerino, coreografo e fotografo olandese (Amstelveen, n. 1932)

## Designer(3)
- Hans Donner, designer, grafico e artista tedesco (Wuppertal, n. 1948)
- Hans Wegner, designer danese (Tønder, n. 1914 - Copenaghen, † 2007)
- Hans von Klier, designer cecoslovacco (Děčín, n. 1934 - Děčín, † 2000)

## Diplomatici(4)
- Hans Rudolf von Bischoffwerder, diplomatico prussiano (Ostramondra, n. 1741 - Potsdam, † 1803)
- Hans Caspar von Bothmer, diplomatico e politico tedesco (Lauenbrück, n. 1656 - Londra, † 1732)
- Hans Axel von Fersen, diplomatico e militare svedese (Stoccolma, n. 1755 - Stoccolma, † 1810)
- Hans Ulrik Gyldenløve, diplomatico danese (Kronborg, n. 1615 - Kronborg, † 1645)

## Direttori artistici(1)
- Hans Sohnle, direttore artistico tedesco (Beeskow, n. 1895 - Monaco di Baviera, † 1976)

## Direttori d'orchestra(8)
- Hans von Bülow, direttore d'orchestra, pianista e compositore tedesco (Dresda, n. 1830 - Il Cairo, † 1894)
- Hans Knappertsbusch, direttore d'orchestra tedesco (Elberfeld, n. 1888 - Monaco di Baviera, † 1965)
- Hans Münch, direttore d'orchestra, compositore e violoncellista francese (Mulhouse, n. 1893 - Basilea, † 1983)
- Hans Richter, direttore d'orchestra austriaco (Raab, n. 1843 - Bayreuth, † 1916)
- Hans Rosbaud, direttore d'orchestra austriaco (Graz, n. 1895 - Lugano, † 1962)
- Hans Schmidt-Isserstedt, direttore d'orchestra e compositore tedesco (Berlino, n. 1900 - Holm, † 1973)
- Hans Swarowsky, direttore d'orchestra e insegnante austriaco (Budapest, n. 1899 - Salisburgo, † 1975)
- Hans Vonk, direttore d'orchestra olandese (Amsterdam, n. 1942 - Amsterdam, † 2004)

## Dirigenti d'azienda(2)
- Hans Ulrich Baumberger, dirigente d'azienda e politico svizzero (Herisau, n. 1932 - † 2022)
- Hans Friderichs, dirigente d'azienda e politico tedesco (Wittlich, n. 1931)

## Dirigenti sportivi(3)
- Hans Bangerter, dirigente sportivo svizzero (Studen, n. 1924 - Berna, † 2022)
- Hans Brandtun, dirigente sportivo e ex calciatore norvegese (Bergen, n. 1963)
- Hans De Clercq, dirigente sportivo e ex ciclista su strada belga (Deinze, n. 1969)

## Economisti(3)
- Hans Apel, economista e politico tedesco (Amburgo, n. 1932 - Amburgo, † 2011)
- Hans Sennholz, economista tedesco (Bergkamen, n. 1922 - Grove City, † 2007)
- Hans Tietmeyer, economista e banchiere tedesco (Metelen, n. 1931 - Königstein im Taunus, † 2016)

## Editori(2)
- Hans Thomas Hakl, editore, saggista e traduttore austriaco (Graz, n. 1947)
- Hans Lachmann-Mosse, editore tedesco (Berlino, n. 1885 - Oakland, † 1944)

## Egittologi(1)
- Hans Jakob Polotsky, egittologo, linguista e orientalista israeliano (Zurigo, n. 1905 - Gerusalemme, † 1991)

## Entomologi(1)
- Hans Fruhstorfer, entomologo e esploratore tedesco (Passavia, n. 1866 - Monaco di Baviera, † 1922)

## Esperantisti(3)
- Hans Becklin, esperantista e pastore protestante statunitense (n. 1992)
- Hans Jakob, esperantista tedesco (Heidelberg, n. 1891 - Ginevra, † 1967)
- Hans Hermann Kürsteiner, esperantista e mercante svizzero (San Gallo, n. 1885 - † 1968)

## Esploratori(1)
- Hans Staden, esploratore tedesco (Homberg)

## Filologi(4)
- Ingemar Düring, filologo classico e traduttore svedese (Göteborg, n. 1903 - Göteborg, † 1984)
- Hans Ferdinand Massmann, filologo tedesco (Berlino, n. 1797 - Bad Muskau, † 1874)
- Hans Rheinfelder, filologo, linguista e critico letterario tedesco (Ratisbona, n. 1898 - Monaco di Baviera, † 1971)
- Hans von Arnim, filologo classico e grecista tedesco (Gerswalde, n. 1859 - Vienna, † 1931)

## Filosofi(11)
- Hans Albert, filosofo e sociologo tedesco (Colonia, n. 1921 - Heidelberg, † 2023)
- Hans Blumenberg, filosofo tedesco (Lubecca, n. 1920 - Altenberge, † 1996)
- Hans Cornelius, filosofo e psicologo tedesco (Monaco di Baviera, n. 1863 - Gräfelfing, † 1947)
- Hans Robert Jauss, filosofo e francesista tedesco (Göppingen, n. 1921 - † 1997)
- Hans Jonas, filosofo tedesco (Mönchengladbach, n. 1903 - New York, † 1993)
- Hans Krämer, filosofo e filologo classico tedesco (Stoccarda, n. 1929 - Tubinga, † 2015)
- Hans Larsson, filosofo e saggista svedese (Klagstorp, n. 1862 - Lund, † 1944)
- Hans Reichenbach, filosofo tedesco (Amburgo, n. 1891 - Los Angeles, † 1953)
- Hans Skjervheim, filosofo e saggista norvegese (Voss, n. 1926 - † 1999)
- Hans Vaihinger, filosofo e insegnante tedesco (Nehren, n. 1852 - Halle, † 1933)
- Paul Yorck von Wartenburg, filosofo e giurista tedesco (Berlino, n. 1835 - † 1897)

## Fisici(10)
- Hans Benndorf, fisico austriaco (Zurigo, n. 1870 - Graz, † 1953)
- Hans Bethe, fisico e astronomo tedesco (Strasburgo, n. 1906 - Ithaca, † 2005)
- Hans Dehmelt, fisico tedesco (Görlitz, n. 1922 - Seattle, † 2017)
- Hans Geitel, fisico tedesco (Braunschweig, n. 1855 - Wolfenbüttel, † 1923)
- Hans Hellmann, fisico e chimico tedesco (Wilhelmshaven, n. 1903 - Mosca, † 1938)
- Hans Erich Hollmann, fisico e docente tedesco (Solingen, n. 1899 - Los Angeles, † 1960)
- Hans Christian Ørsted, fisico e chimico danese (Rudkøbing, n. 1777 - Copenaghen, † 1851)
- Hans Reissner, fisico e ingegnere aeronautico tedesco (Berlino, n. 1874 - Mount Angel, † 1967)
- Jack Steinberger, fisico statunitense (Bad Kissingen, n. 1921 - Ginevra, † 2020)
- Hans Thirring, fisico austriaco (Austria, n. 1888 - † 1976)

## Fondisti(4)
- Hans Ammann, fondista svizzero (Grabs, n. 1931 - Alt Sankt Johann, † 1980)
- Hans Christer Holund, fondista norvegese (Oslo, n. 1989)
- Hans Leithe, ex fondista norvegese (n. 1978)
- Anders Södergren, fondista svedese (Söderhamn, n. 1977)

## Fotografi(7)
- Hans Aarsman, fotografo, scrittore e docente olandese (Amsterdam, n. 1951)
- Hans Domenig, fotografo, scrittore e pastore protestante svizzero (Davos, n. 1934 - Coira, † 2023)
- Hans Feurer, fotografo svizzero (San Gallo, n. 1939 - † 2024)
- Hans Hausamann, fotografo e giornalista svizzero (Appenzello, n. 1897 - Orselina, † 1974)
- Hans Namuth, fotografo statunitense (Essen, n. 1915 - East Hampton, † 1990)
- Hans Wild, fotografo britannico (n. 1912 - † 1969)
- Hans Thøger Winther, fotografo norvegese (n. 1786 - Oslo, † 1851)

## Funzionari(4)
- Hans Fritzsche, funzionario, conduttore radiofonico e giornalista tedesco (Bochum, n. 1900 - Colonia, † 1953)
- Hans Bernd Gisevius, funzionario tedesco (Arnsberg, n. 1904 - Müllheim, † 1974)
- Hans von der Groeben, funzionario, politico e giornalista tedesco (Langheim, n. 1907 - Rheinbach, † 2005)
- Hans Ried, funzionario (Bolzano - Bolzano, † 1516)

## Generali(43)
- Hans Reidar Holtermann, generale norvegese (Sokndal, n. 1895 - Bærum, † 1966)
- Hans Georg von Arnim, generale tedesco (Boitzenburger Land, n. 1583 - Dresda, † 1641)
- Hans von Beseler, generale tedesco (Greifswald, n. 1850 - Potsdam, † 1921)
- Hans Boeckh-Behrens, generale tedesco (Wernigerode, n. 1898 - Ivanovo, † 1955)
- Hans Boelsen, generale tedesco (Emden, n. 1894 - Francoforte, † 1960)
- Hans Christern, generale tedesco (Lauenburg/Elbe, n. 1900 - Gremersdorf, † 1966)
- Hans Cramer, generale tedesco (Minden, n. 1896 - Hausberge, † 1968)
- Hermann Fegelein, generale tedesco (Ansbach, n. 1906 - Berlino, † 1945)
- Hans Emil Alexander Gaede, generale tedesco (Kolberg, n. 1852 - Friburgo in Brisgovia, † 1916)
- Hans Ferdinand Geisler, generale tedesco (Hannover, n. 1891 - Friburgo in Brisgovia, † 1966)
- Hans von Greiffenberg, generale tedesco (Trzebiatkow, n. 1893 - Königstein im Taunus, † 1951)
- Hans Hecker, generale tedesco (Duisburg, n. 1895 - Hann. Münden, † 1979)
- Hans Herzog, generale svizzero (Aarau, n. 1819 - Aarau, † 1894)
- Hans Heinrich XI von Hochberg, generale e imprenditore tedesco (Berlino, n. 1833 - Dresda, † 1907)
- Hans Jeschonnek, generale tedesco (Hohensalza, n. 1899 - Gołdap, † 1943)
- Hans Jordan, generale tedesco (Scheuern, n. 1892 - Monaco di Baviera, † 1975)
- Hans Jüttner, generale tedesco (Śmigiel, n. 1894 - Bad Tölz, † 1965)
- Hans Kamecke, generale tedesco (Halberstadt, n. 1890 - Kolpino, † 1943)
- Hans Kammler, generale e ingegnere tedesco (Stettino, n. 1901 - Praga)
- Hans Krebs, generale tedesco (Helmstedt, n. 1898 - Berlino, † 1945)
- Hans Kreysing, generale tedesco (Gottinga, n. 1890 - Oldenburg, † 1969)
- Hans Kroh, generale tedesco (Heidelberg, n. 1907 - Braunschweig, † 1967)
- Hans Kundt, generale tedesco (Neustrelitz, n. 1869 - Lugano, † 1939)
- Hans Källner, generale tedesco (Katowice, n. 1898 - Olomouc, † 1945)
- Hans Leesment, generale estone (n. 1873 - Tallinn, † 1944)
- Hans von Lehwaldt, generale prussiano (Legitten, n. 1685 - Königsberg, † 1768)
- Hans Leijtens, generale e funzionario olandese (Tilburg, n. 1963)
- Hans Loritz, generale tedesco (Augusta, n. 1895 - Neumünster, † 1946)
- Hans von Obstfelder, generale tedesco (Steinbach-Hallenberg, n. 1886 - Bad Emstal, † 1976)
- Hans Oster, generale tedesco (Dresda, n. 1887 - Flossenbürg, † 1945)
- Hans von Plessen, generale prussiano (Spandau, n. 1841 - Potsdam, † 1929)
- Hans Röttiger, generale tedesco (Amburgo, n. 1896 - Bonn, † 1960)
- Hans von Salmuth, generale tedesco (Metz, n. 1888 - Heidelberg, † 1962)
- Hans Ulrich von Schaffgotsch, generale boemo (Greiffenstein, n. 1595 - Ratisbona, † 1635)
- Hans von Seeckt, generale tedesco (Schleswig, n. 1866 - Berlino, † 1936)
- Hans Speidel, generale tedesco (Metzingen, n. 1897 - Bad Honnef, † 1984)
- Hans von Sponeck, generale tedesco (Düsseldorf, n. 1888 - Germersheim, † 1944)
- Hans Traut, generale tedesco (Saargemünd, n. 1895 - Darmstadt, † 1974)
- Hans Tröger, generale tedesco (Plauen, n. 1896 - Schwangau, † 1982)
- Hans Ernst Karl von Zieten, generale prussiano (Dechtow, n. 1770 - Cieplice Śląskie-Zdrój, † 1848)
- Hans Joachim von Zieten, generale prussiano (Fehrbellin, n. 1699 - Berlino, † 1786)
- Hans Henric von Essen, generale e politico svedese (Tidaholm, n. 1755 - † 1824)
- Hans von der Mosel, generale tedesco (Bodenbach bei Tetschen, n. 1898 - Nienburg, † 1969)

## Genetisti(1)
- Hans van Abeelen, genetista olandese (Enschede, n. 1936 - Enschede, † 1998)

## Geografi(3)
- Hans Wilhelmsson Ahlmann, geografo svedese (Karlsborg, n. 1889 - Stoccolma, † 1974)
- Hans Jenny, geografo svizzero (Basilea, n. 1899 - Berkeley, † 1992)
- Hans Kinzl, geografo e esploratore austriaco (Sankt Florian am Inn, n. 1899 - Innsbruck, † 1979)

## Geologi(1)
- Hans Meyer, geologo e esploratore tedesco (Hildburghausen, n. 1858 - Lipsia, † 1929)

## Germanisti(1)
- Hans Kitzmüller, germanista e traduttore italiano (Cormons, n. 1945)

## Ginnasti(11)
- Hans Beyer, ginnasta norvegese (Bergen, n. 1889 - Mo i Rana, † 1965)
- Hans Eugster, ginnasta svizzero (n. 1929 - † 1956)
- Hans Grieder, ginnasta svizzero (Basilea, n. 1901 - † 1995)
- Hans Trier Hansen, ginnasta danese (Vallekilde, n. 1893 - Hørve, † 1980)
- Hans Lem, ginnasta norvegese (Oslo, n. 1875 - † 1962)
- Oscar Olstad, ginnasta norvegese (Tune, n. 1887 - Tune, † 1977)
- Hans Pedersen, ginnasta danese (Højelse, n. 1887 - Kimmerslev, † 1943)
- Stig Rønne, ginnasta danese (n. 1887 - † 1951)
- Hans Schwarzentruber, ginnasta svizzero (n. 1929 - † 1982)
- Hans Christian Sørensen, ginnasta danese (n. 1900 - † 1984)
- Hans Laurids Sørensen, ginnasta danese (n. 1901 - † 1974)

## Giocatori di calcio a 5(3)
- Hans Espen Jordhøy, giocatore di calcio a 5 e calciatore norvegese (Elverum, n. 1975)
- Hans van Leeuwen, ex giocatore di calcio a 5 olandese (n. 1960)
- Christer Øverland, giocatore di calcio a 5 e calciatore norvegese (Oslo, n. 1986)

## Giocatori di poker(1)
- Hans Lund, giocatore di poker statunitense (California, n. 1950 - Mound House, † 2009)

## Giornalisti(4)
- Hans Blüher, giornalista e scrittore tedesco (Freiburg in Schlesien, n. 1888 - Berlino, † 1955)
- Hans Dichand, giornalista austriaco (Graz, n. 1921 - Vienna, † 2010)
- Hans Egarter, giornalista e partigiano italiano (Villabassa, n. 1909 - Bressanone, † 1966)
- Hans Karl Peterlini, giornalista, scrittore e pedagogo italiano (Bolzano, n. 1961)

## Giuristi(5)
- Hans Globke, giurista tedesco (Düsseldorf, n. 1898 - Bonn, † 1973)
- Hans Kelsen, giurista e filosofo austriaco (Praga, n. 1881 - Berkeley, † 1973)
- Hans Mayer, giurista e germanista tedesco (Colonia, n. 1907 - Tubinga, † 2001)
- Hans von Dohnanyi, giurista tedesco (Vienna, n. 1902 - Campo di concentramento di Sachsenhausen, † 1945)
- Hans von Voltelini, giurista e storico austriaco (Innsbruck, n. 1862 - Vienna, † 1938)

## Grammatici(1)
- Hans Henning Ørberg, grammatico, latinista e insegnante danese (Andst, n. 1920 - Grenaa, † 2010)

## Hacker(1)
- Fredrik Neij, hacker svedese (Norrahammar, n. 1978)

## Hockeisti su ghiaccio(1)
- Lennart Häggroth, hockeista su ghiaccio svedese (Övertorneå, n. 1940 - Skellefteå, † 2016)

## Hockeisti su prato(3)
- Hans Bjerrum, hockeista su prato danese (n. 1899 - † 1979)
- Hans Jørgen Hansen, hockeista su prato danese (n. 1879 - † 1966)
- Hans Christian Herlak, hockeista su prato danese (Jelling, n. 1881 - Gentofte, † 1970)

## Imprenditori(4)
- Hans Jürg Domenig, imprenditore e scrittore svizzero (Tamins, n. 1964)
- Hans Heinrich Hürlimann, imprenditore e politico svizzero (Richterswil, n. 1806 - Richterswil, † 1875)
- Hans Anders Rausing, imprenditore e filantropo svedese (Göteborg, n. 1926 - Londra, † 2019)
- Hans Heinrich Thyssen-Bornemisza de Kászon, imprenditore e collezionista d'arte olandese (Scheveningen, n. 1921 - Sant Feliu de Guíxols, † 2002)

## Incisori(1)
- Hans Witdoeck, incisore, disegnatore e mercante d'arte fiammingo (Anversa, n. 1615 - Anversa)

## Informatici(3)
- Hans Peter Anvin, informatico svedese (Västerås, n. 1972)
- Hans Moravec, informatico canadese (Kautzen, n. 1948)
- Hans Reiser, programmatore statunitense (California, n. 1963)

## Ingegneri(13)
- Hans Jørgen Darre-Jenssen, ingegnere e politico norvegese (Ranheim, n. 1864 - Oslo, † 1950)
- Hans R. Camenzind, ingegnere e progettista svizzero (Zurigo, n. 1934 - San Francisco, † 2012)
- Hans Albert Einstein, ingegnere svizzero (Berna, n. 1904 - Woods Hole, † 1973)
- Hans Ulrich Grubenmann, ingegnere svizzero (Teufen, n. 1709 - Teufen, † 1783)
- Hans Hilfiker, ingegnere e designer svizzero (Zurigo, n. 1901 - Gordevio, † 1993)
- Hans Jacobs, ingegnere tedesco (n. 1907 - † 1994)
- Hans Ledwinka, ingegnere e imprenditore austriaco (Klosterneuburg, n. 1878 - Monaco di Baviera, † 1967)
- Hans Multhopp, ingegnere aeronautico tedesco (n. 1913 - † 1972)
- Hans Nibel, ingegnere tedesco (Olšany, n. 1880 - Stoccarda, † 1934)
- Hans von Ohain, ingegnere aeronautico tedesco (Dessau, n. 1911 - Melbourne, † 1998)
- Hans B. Pacejka, ingegnere e fisico olandese (Rotterdam, n. 1934 - † 2017)
- Hans Mezger, ingegnere e progettista tedesco (Ottmarsheim, n. 1929 - † 2020)
- Hans Werthén, ingegnere e dirigente d'azienda svedese (Ludvika, n. 1919 - Stoccolma, † 2000)

## Insegnanti(1)
- Hans Lassen Martensen, docente e vescovo luterano danese (Flensburgo, n. 1808 - Copenaghen, † 1884)

## Linguisti(1)
- Hans Krahe, linguista tedesco (Gelsenkirchen, n. 1898 - Tubinga, † 1965)

## Lottatori(3)
- Bertil Antonsson, lottatore svedese (Trollhättan, n. 1921 - Trollhättan, † 2006)
- Hans Antonsson, lottatore svedese (Trollhättan, n. 1934 - Gustavsberg, † 2021)
- Hans Minder, lottatore svizzero (n. 1908)

## Lunghisti(1)
- Hans Baumgartner, ex lunghista tedesco (n. 1949)

## Matematici(10)
- Hans Freudenthal, matematico tedesco (Luckenwalde, n. 1905 - Utrecht, † 1990)
- Hans Frisak, matematico e cartografo norvegese (Stange, n. 1773 - Fredrikstad, † 1834)
- Hans Hahn, matematico austriaco (Vienna, n. 1879 - Vienna, † 1934)
- Hans Lewy, matematico tedesco (Breslavia, n. 1904 - Berkeley, † 1988)
- Hans Ferdinand Mayer, matematico e fisico tedesco (Pforzheim, n. 1895 - Monaco di Baviera, † 1980)
- Hans Rademacher, matematico tedesco (Wandsbek bei Hamburg, n. 1892 - Habsverford, † 1969)
- Hans Riesel, matematico svedese (Stoccolma, n. 1929 - † 2014)
- Hans Rohrbach, matematico tedesco (Berlino, n. 1903 - Bischofsheim an der Rhön, † 1993)
- Hans Schwerdtfeger, matematico tedesco (Gottinga, n. 1902 - Adelaide, † 1990)
- Hans von Mangoldt, matematico tedesco (Weimar, n. 1854 - Danzica, † 1925)

## Medici(16)
- Hans Bender, medico e psicologo tedesco (Friburgo in Brisgovia, n. 1907 - Friburgo in Brisgovia, † 1991)
- Hans Berger, medico tedesco (Neuss, n. 1873 - Jena, † 1941)
- Hans Peter Bimler, medico e dentista tedesco (n. 1916 - † 2003)
- Hans Buchner, medico tedesco (Monaco di Baviera, n. 1850 - † 1902)
- Hans Eppinger, medico austriaco (Praga, n. 1879 - Vienna, † 1946)
- Hans Goldmann, medico ceco (Chomutov, n. 1899 - Berna, † 1991)
- Hans Christian Gram, medico, patologo e farmacologo danese (Copenaghen, n. 1853 - Copenaghen, † 1938)
- Hans Christian Jacobaeus, medico svedese (Skarhult, n. 1879 - Stoccolma, † 1937)
- Hans Jenny, medico e naturalista svizzero (Basilea, n. 1904 - Dornach, † 1972)
- Hans Münch, medico tedesco (Friburgo in Brisgovia, n. 1911 - † 2001)
- Hans Reiter, medico e criminale di guerra tedesco (Lipsia, n. 1881 - Kassel, † 1969)
- Hans Rosling, medico e statistico svedese (Uppsala, n. 1948 - Uppsala, † 2017)
- Hans Selye, medico austriaco (Vienna, n. 1907 - Montréal, † 1982)
- Hans Sloane, medico e naturalista britannico (Killyleagh, n. 1660 - Chelsea, † 1753)
- Hans Martin Sutermeister, medico, scrittore e politico svizzero (Schlossrued, n. 1907 - Basilea, † 1977)
- Hermann von Walter, medico, batteriologo e esploratore tedesco (Ērģeme, n. 1864 - Isola Kotel'nyj, † 1901)

## Mercanti(1)
- Hans Schlitte, mercante tedesco (Goslar - Germania)

## Mercenari(1)
- Hans Talhoffer, mercenario tedesco (Svevia)

## Mezzofondisti(1)
- Hans Grodotzki, mezzofondista tedesco (Pasłęk, n. 1936)

## Militari(40)
- Hans Ritter von Adam, militare e aviatore tedesco (Bayerisch Eisenstein, n. 1886 - Langemark, † 1917)
- Hans Adam, militare tedesco (Wesel, n. 1883 - Düsseldorf, † 1948)
- Hans Aumeier, militare tedesco (Amberg, n. 1906 - Cracovia, † 1948)
- Hans Berr, militare e aviatore tedesco (Braunschweig, n. 1890 - nei pressi di Noyelles, † 1917)
- Hans Bothmann, militare tedesco (Sohe, n. 1911 - Heide, † 1946)
- Hans Waldmüller, militare tedesco (Bamberga, n. 1912 - Trois-Ponts, † 1944)
- Hans Dauser, militare tedesco (Monaco di Baviera, n. 1908 - Monaco di Baviera, † 2001)
- Hans Karl von Diebitsch, militare tedesco (Groß Leipe, n. 1785 - Pułtusk, † 1831)
- Hans Dorr, militare tedesco (Sontheim, n. 1912 - Judenburg, † 1945)
- Hans Reinhold von Fersen, militare e politico svedese (Tallinn, n. 1683 - Stoccolma, † 1736)
- Hans von Freden, militare e aviatore tedesco (Berlino, n. 1892 - Stettino, † 1919)
- Hans Albin Freiherr von Reitzenstein, militare tedesco (Berlino, n. 1911 - Russia, † 1943)
- Hans Moritz von Hauke, militare tedesco (Seifersdorf, n. 1775 - Varsavia, † 1830)
- Hans Heinrich XV von Hochberg, militare tedesco (Pszczyna, n. 1861 - Parigi, † 1938)
- Hans Hoyer, militare e aviatore tedesco (Rostock, n. 1890 - Tenbrielen, † 1917)
- Hans Jonatan, militare e agricoltore danese (Saint Croix, n. 1784 - Djúpivogur, † 1827)
- Hans Hermann von Katte, militare prussiano (n. 1704 - † 1730)
- Hans Kirschstein, militare e aviatore tedesco (Coblenza, n. 1896 - Fismes, † 1918)
- Hans Koch, militare tedesco (Tangerhütte, n. 1912 - Danzica, † 1955)
- Hans Korte, militare tedesco (Dannenberg, n. 1899 - Utting, † 1990)
- Hans Kummetz, militare e aviatore tedesco (Illowo, n. 1890 - Conegliano, † 1918)
- Hans Langsdorff, militare tedesco (Bergen auf Rügen, n. 1894 - Buenos Aires, † 1939)
- Hans Lipschis, militare tedesco (Kretinga, n. 1919 - Aalen, † 2016)
- Hans Lunding, ufficiale e cavaliere danese (Kolding, n. 1899 - Aarhus, † 1984)
- Hans von Manteuffel-Szoege, militare tedesco (Kandau, n. 1894 - Riga, † 1919)
- Hans Möser, militare tedesco (Darmstadt, n. 1906 - Landsberg am Lech, † 1948)
- Hans Rudolf Nägeli, militare svizzero (Bicocca, † 1522)
- Hans Martin Pippart, militare e aviatore tedesco (Mannheim, n. 1888 - Noyon, † 1918)
- Hans Refior, ufficiale tedesco (n. 1906 - † 1973)
- Hans Rose, ufficiale tedesco (Charlottenburg, n. 1885 - Essen, † 1969)
- Hans Walter Schmidt, militare tedesco (Breslavia, n. 1912 - Francoforte sul Meno, † 1934)
- Hans Conrad Schumann, militare tedesco (Zschochau, n. 1942 - Kipfenberg, † 1998)
- Hans Spatzenegger, militare tedesco (Laufen, n. 1900 - Landsberg am Lech, † 1947)
- Hans Stark, militare tedesco (Darmstadt, n. 1921 - Darmstadt, † 1991)
- Maximilian Yorck von Wartenburg, militare e storico prussiano (Klein Öls, n. 1850 - Hai-lai, † 1900)
- Hans Weiss, militare e aviatore tedesco (Hof, n. 1892 - Méricourt, † 1918)
- Hans Wind, militare e aviatore finlandese (Ekenäs, n. 1919 - Tampere, † 1995)
- Hans von Keudell, militare e aviatore tedesco (n. 1892 - Vlammertinghe, † 1917)
- Hans Joachim von Mellenthin, militare tedesco (Schivelbein/Hinterpommern, n. 1887 - Kiel, † 1971)
- Hans Adam von Schöning, militare tedesco (Tamsel, n. 1641 - Dresda, † 1696)

## Mineralogisti(1)
- Hans P. Eugster, mineralogista e geologo statunitense (Igis, n. 1925 - Baltimora, † 1987)

## Missionari(1)
- Hans Egede, missionario, esploratore e vescovo luterano norvegese (Harstad, n. 1686 - Stubbekøbing, † 1758)

## Musicisti(1)
- Hans Peter Geerdes, musicista tedesco (Leer, n. 1964)

## Musicologi(1)
- Hans Joachim Moser, musicologo tedesco (Berlino, n. 1889 - † 1967)

## Neurologi(2)
- Hans Gerhard Creutzfeldt, neurologo tedesco (Harburg, n. 1885 - Monaco di Baviera, † 1964)
- Hans Heinrich Georg Queckenstedt, neurologo tedesco (Lipsia, n. 1876 - Harburg, † 1918)

## Nobili(1)
- Hans Heinrich X von Hochberg, nobile tedesco (Berlino, n. 1806 - Berlino, † 1855)

## Nuotatori(5)
- Hans Blumer, nuotatore svizzero (n. 1928 - Stäfa, † 2021)
- Ludvig Dam, nuotatore danese (Nykøbing Falster, n. 1884 - Odense, † 1972)
- Hans Hellbrand, nuotatore e pallanuotista svedese (Norrköping, n. 1925 - Borås, † 2013)
- Hans Lampe, ex nuotatore tedesco occidentale (Hannover, n. 1948)
- Hans Rosendahl, nuotatore svedese (Katrineholm, n. 1944 - Katrineholm, † 2021)

## Orafi(2)
- Hans Haller, orafo tedesco (Lautrach, n. 1505 - Augusta, † 1547)
- Hans von Reutlingen, orafo tedesco (Aquisgrana - Aquisgrana)

## Organisti(1)
- Hans Fagius, organista svedese (Norrköping, n. 1951)

## Ornitologi(3)
- Hans von Berlepsch, ornitologo tedesco (Witzenhausen, n. 1850 - Gottinga, † 1915)
- Hans Friedrich Gadow, ornitologo e naturalista tedesco (Stary Kraków, n. 1855 - Cambridge, † 1928)
- Hans Christian Mortensen, ornitologo danese (Jonstrup, n. 1856 - Viborg, † 1921)

## Orologiai(1)
- Hans Wilsdorf, orologiaio e imprenditore tedesco (Kulmbach, n. 1881 - Ginevra, † 1960)

## Ottici(1)
- Hans Lippershey, ottico tedesco (Wesel, n. 1570 - Middelburg, † 1619)

## Paleontologi(1)
- Hans Georg Stehlin, paleontologo e geologo svizzero (n. 1870 - † 1914)

## Pallamanisti(4)
- Hans Keiter, pallamanista tedesco (Mülheim an der Ruhr, n. 1910 - Solingen, † 2005)
- Hans Lindberg, pallamanista danese (Høje-Taastrup, n. 1981)
- Hans Theilig, pallamanista tedesco (Amburgo, n. 1914 - † 1976)
- Magnus Wislander, ex pallamanista e allenatore di pallamano svedese (Göteborg, n. 1964)

## Pallanuotisti(5)
- Hans Maier, pallanuotista olandese (Madiun, n. 1916 - L'Aia, † 2018)
- Hans Schepers, pallanuotista, allenatore di pallanuoto e nuotatore tedesco (Hamm, n. 1930 - Hamm, † 2012)
- Hans Schulze, pallanuotista tedesco (Magdeburgo, n. 1911 - Wuppertal, † 1992)
- Hans Smits, ex pallanuotista olandese (Den Helder, n. 1956)
- Hans Stam, pallanuotista olandese (Cirebon, n. 1919 - L'Aia, † 1996)

## Partigiani(1)
- Hans Maršálek, partigiano austriaco (Vienna, n. 1914 - Vienna, † 2011)

## Patologi(4)
- Theodor Ackermann, patologo tedesco (Wismar, n. 1825 - Halle, † 1896)
- Hans Chiari, patologo austriaco (Vienna, n. 1851 - Strasburgo, † 1916)
- Hans Kundrat, patologo austriaco (Vienna, n. 1845 - Vienna, † 1893)
- Hans Schmaus, patologo tedesco (Monaco di Baviera, n. 1862 - Monaco di Baviera, † 1905)

## Pattinatori artistici su ghiaccio(1)
- Hans Gerschwiler, pattinatore artistico su ghiaccio svizzero (Winterthur, n. 1921 - Pinehurst, † 2017)

## Pattinatori di velocità su ghiaccio(2)
- Hans van Helden, ex pattinatore di velocità su ghiaccio olandese (n. 1948)
- Johnny Höglin, ex pattinatore di velocità su ghiaccio svedese (n. 1943)

## Pediatri(1)
- Hans Asperger, pediatra austriaco (Vienna, n. 1906 - Vienna, † 1980)

## Pesisti(1)
- Hans Höglund, pesista svedese (Mölndal, n. 1952 - Sätila, † 2012)

## Piloti automobilistici(7)
- Hans Binder, pilota di Formula 1 austriaco (Zell am Ziller, n. 1948)
- Hans Herrmann, ex pilota automobilistico tedesco (Stoccarda, n. 1928)
- Hans Heyer, pilota automobilistico tedesco (Mönchengladbach, n. 1943)
- Hans Klenk, pilota automobilistico tedesco (Künzelsau, n. 1919 - Vellberg, † 2009)
- Christian Rasmussen, pilota automobilistico danese (Copenaghen, n. 2000)
- Hans Ruesch, pilota automobilistico, scrittore e editore svizzero (Napoli, n. 1913 - Massagno, † 2007)
- Hans Stuck, pilota automobilistico tedesco (Varsavia, n. 1900 - Grainau, † 1978)

## Piloti di rally(1)
- Hans Stacey, pilota di rally olandese (Best, n. 1958)

## Piloti motociclistici(5)
- Hans Andersen, pilota motociclistico danese (Odense, n. 1980)
- Hans Baltisberger, pilota motociclistico tedesco (Betzingen, n. 1922 - Brno, † 1956)
- Hans Müller, pilota motociclistico svizzero (n. 1949)
- Hans Smees, pilota motociclistico olandese (Harreveld, n. 1970)
- Hans Spaan, pilota motociclistico olandese (Assen, n. 1958)

## Pistard(2)
- Hans Bernhardt, pistard tedesco (Lipsia, n. 1909 - Amsterdam, † 1940)
- Hans Lutz, ex pistard tedesco (Stoccarda, n. 1949)

## Poeti(3)
- Hans Assmann von Abschatz, poeta tedesco (Bytom Odrzański, n. 1646 - Legnica, † 1699)
- Hans Sachs, poeta e drammaturgo tedesco (Norimberga, n. 1494 - Norimberga, † 1576)
- Hans Werner Sokop, poeta e traduttore austriaco (Vienna, n. 1942)

## Politici(38)
- Hans-Bodo von Alvensleben-Neugattersleben, politico tedesco (Neugattersleben, n. 1882 - Francoforte sul Meno, † 1961)
- Hans Benedikter, politico e giornalista italiano (Predoi, n. 1940)
- Hans Blix, politico, giurista e funzionario svedese (Uppsala, n. 1928)
- Hans Brunhart, politico liechtensteinese (Balzers, n. 1945)
- Hans Enoksen, politico groenlandese (Itilleq, n. 1956)
- Hans Forssell, politico e storico svedese (Gävle, n. 1843 - Mesocco, † 1901)
- Hans Conon von der Gabelentz, politico e linguista tedesco (Altenburg, n. 1807 - Lemnitz, † 1874)
- Hans Christian Svane Hansen, politico danese (Aarhus, n. 1906 - Copenaghen, † 1960)
- Hans Hedtoft, politico danese (Aarhus, n. 1903 - Stoccolma, † 1955)
- Hans Ueli Hohl, politico e dirigente d'azienda svizzero (Walzenhausen, n. 1929 - Walzenhausen, † 2020)
- Hans Hürlimann, politico svizzero (Walchwil, n. 1918 - Zugo, † 1994)
- Hans Järta, politico svedese (Husby, n. 1774 - Uppsala, † 1847)
- Hans Kinsky von Wchinitz und Tettau, politico austriaco (Praga, n. 1937 - Graz, † 2004)
- Hans Knirsch, politico austriaco (Třebařov, n. 1877 - Duchcov, † 1933)
- Hans Carl Knudtzon, politico e armatore norvegese (Bredstedt, n. 1751 - Trondheim, † 1823)
- Hans Lammers, politico, funzionario e generale tedesco (Lubliniec, n. 1879 - Düsseldorf, † 1962)
- Hans Luther, politico tedesco (Berlino, n. 1879 - Düsseldorf, † 1962)
- Hans Georg von Mackensen, politico, ambasciatore e generale tedesco (Berlino, n. 1883 - Costanza, † 1947)
- Hans Modrow, politico tedesco (Pölitz, n. 1928 - Berlino, † 2023)
- Hans Nieland, politico tedesco (Hagen, n. 1900 - Reinbek, † 1976)
- Hans Niessl, politico austriaco (Zurndorf, n. 1951)
- Hans Olsson, politico svedese (n. 1951)
- Göran Persson, politico svedese (Vingåker, n. 1949)
- Hans Christian Petersen, politico norvegese (Christianssand, n. 1793 - Christiania, † 1862)
- Hans Putmans, politico e navigatore olandese (Middelburg - Delft, † 1654)
- Hans Rubner, politico italiano (Chienes, n. 1932 - Brunico, † 2009)
- Hans Jörg Rüegsegger, politico svizzero (n. 1970)
- Hans Schaffner, politico svizzero (Interlaken, n. 1908 - Interlaken, † 2004)
- Christian Schmidt, politico tedesco (Obernzenn, n. 1957)
- Hans Meinhard von Schönberg, politico e militare tedesco (Bacharach, n. 1582 - Heidelberg, † 1616)
- Hans von Sparneck, politico e diplomatico tedesco (Norimberga, n. 1380 - Norimberga, † 1440)
- Hans Erwin von Spreti-Weilbach, politico tedesco (Karlsruhe, n. 1908 - prigione di Stadelheim, † 1934)
- Hans Steininger, politico austriaco (Pfarrkirchen, n. 1508 - Braunau am Inn, † 1567)
- Hans Streuli, politico svizzero (Zurigo, n. 1892 - Wädenswil, † 1970)
- Hans Stöckli, politico svizzero (Wattenwil, n. 1952)
- Hans von Tschammer und Osten, politico tedesco (Dresda, n. 1887 - Berlino, † 1943)
- Hans van den Broek, politico olandese (Parigi, n. 1936)
- Hans van Mierlo, politico e giornalista olandese (Breda, n. 1931 - Amsterdam, † 2010)

## Poliziotti(1)
- Hans von Seisser, poliziotto tedesco (Würzburg, n. 1874 - Monaco di Baviera, † 1973)

## Predicatori(1)
- Hans Nielsen Hauge, predicatore, scrittore e imprenditore norvegese (Sarpsborg, n. 1771 - Oslo, † 1824)

## Presbiteri(1)
- Hans Urs von Balthasar, presbitero e teologo svizzero (Lucerna, n. 1905 - Basilea, † 1988)

## Psichiatri(2)
- Wolfgang Böker, psichiatra tedesco (Jena, n. 1933)
- Hans Loewald, psichiatra e psicoanalista tedesco (Colmar, n. 1906 - Hamden, † 1993)

## Psicologi(1)
- Hans Eysenck, psicologo tedesco (Berlino, n. 1916 - Londra, † 1997)

## Pugili(2)
- Hans Jacob Nielsen, pugile danese (Næstved, n. 1899 - Aalborg, † 1967)
- Hans Ziglarski, pugile tedesco (Białystok, n. 1905 - Berlino, † 1975)

## Rapper(1)
- Fronda, rapper svedese (Västerås, n. 1981)

## Registi(12)
- Jonas Åkerlund, regista e batterista svedese (Bromma, n. 1966)
- Daniel Alfredson, regista e sceneggiatore svedese (Stoccolma, n. 1959)
- Hans Alfredson, regista, attore e scrittore svedese (Malmö, n. 1931 - Stoccolma, † 2017)
- Hans Billian, regista, sceneggiatore e produttore cinematografico tedesco (Breslavia, n. 1918 - Gräfelfing, † 2007)
- John Brahm, regista e attore tedesco (Amburgo, n. 1893 - Malibù, † 1982)
- Hans Cürlis, regista e produttore cinematografico tedesco (Niederdorf, n. 1889 - Berlino, † 1982)
- Hans Deppe, regista, attore e produttore cinematografico tedesco (Berlino, n. 1897 - Berlino Ovest, † 1960)
- Hans Fischerkoesen, regista, animatore e produttore cinematografico tedesco (Bad Kösen, n. 1896 - Mehlem, † 1973)
- Hans W. Geißendörfer, regista, sceneggiatore e produttore cinematografico tedesco (Augusta, n. 1941)
- Hans Herbots, regista e sceneggiatore belga (Anversa, n. 1970)
- Hans Richter, regista, pittore e scrittore tedesco (Berlino, n. 1888 - Locarno, † 1976)
- Hans H. Zerlett, regista, sceneggiatore e commediografo tedesco (Wiesbaden, n. 1893 - Buchenwald, † 1949)

## Religiosi(1)
- Hans Zollner, religioso, teologo e psicologo tedesco (Ratisbona, n. 1966)

## Rugbisti a 15(1)
- Hans Latscha, rugbista a 15 tedesco (Essen, n. 1881 - Francoforte sul Meno, † 1967)

## Saltatori con gli sci(4)
- Hans Beck, saltatore con gli sci norvegese (Kongsberg, n. 1911 - Oslo, † 1996)
- Hans Däscher, ex saltatore con gli sci svizzero (n. 1930)
- Mikael Martinsson, ex saltatore con gli sci svedese (Gällivare, n. 1968)
- Hans Wallner, ex saltatore con gli sci austriaco (Feistritz an der Gail, n. 1953)

## Scacchisti(7)
- Hans Berliner, scacchista statunitense (Berlino, n. 1929 - Riviera Beach, † 2017)
- Hans Fahrni, scacchista svizzero (Praga, n. 1874 - Ostermundigen, † 1939)
- Hans Johner, scacchista e compositore di scacchi svizzero (Basilea, n. 1889 - Thalwil, † 1975)
- Hans Müller, scacchista austriaco (Vienna, n. 1896 - Vienna, † 1971)
- Hans Niemann, scacchista statunitense (San Francisco, n. 2003)
- Hans Ree, scacchista e scrittore olandese (Amsterdam, n. 1944)
- Hans Tikkanen, scacchista svedese (Karlstad, n. 1985)

## Sceneggiatori(1)
- Hans Steinhoff, sceneggiatore e regista cinematografico tedesco (Marienberg, n. 1882 - Luckenwalde, † 1945)

## Scenografi(2)
- Hans Dreier, scenografo tedesco (Brema, n. 1885 - Bernardsville, † 1966)
- Hans Peters, scenografo britannico (Londra, n. 1894 - Londra, † 1976)

## Schermidori(7)
- Hans Drakenberg, schermidore svedese (Stoccolma, n. 1901 - Malmö, † 1982)
- Hans Esser, schermidore tedesco (Essen, n. 1909 - Hilden, † 1988)
- Hans Granfelt, schermidore e discobolo svedese (Stoccolma, n. 1897 - Danderyd, † 1963)
- Hans Jacobson, schermidore e pentatleta svedese (Enskede, n. 1947 - Handen, † 1984)
- Hans Jörger, schermidore tedesco (n. 1903)
- Hans Lagerwall, schermidore svedese (Göteborg, n. 1941 - † 2022)
- Hans Lion, schermidore austriaco (Vienna, n. 1904 - Londra, † 1969)

## Sciatori alpini(16)
- Hans Bergman, ex sciatore alpino svedese (n. 1945)
- Hans Bjørge, ex sciatore alpino norvegese (n. 1946)
- Hans Petter Buraas, ex sciatore alpino norvegese (Bærum, n. 1975)
- Hans Enn, ex sciatore alpino austriaco (Saalfelden am Steinernen Meer, n. 1958)
- Thomas Fogdö, ex sciatore alpino svedese (Gällivare, n. 1970)
- Hans Grahl-Madsen, sciatore alpino norvegese (n. 2003)
- Hans Kirchgasser, ex sciatore alpino austriaco (n. 1957)
- Hans Knauß, ex sciatore alpino austriaco (Schladming, n. 1971)
- Hans Olsson, ex sciatore alpino svedese (Mora, n. 1984)
- Hans Pieren, ex sciatore alpino e allenatore di sci alpino svizzero (Adelboden, n. 1962)
- Hans Purtscher, ex sciatore alpino austriaco (n. 1956)
- Hans Peter Rohr, ex sciatore alpino svizzero (n. 1943)
- Hans Stuffer, ex sciatore alpino tedesco (n. 1961)
- Hans Vaccari, ex sciatore alpino italiano (n. 1996)
- Hans Willibald, ex sciatore alpino tedesco (n. 1966)
- Hans Zingre, ex sciatore alpino svizzero (n. 1946)

## Sciatori nordici(2)
- Henrik Forsberg, ex sciatore nordico svedese (Borlänge, n. 1967)
- Hans Vinjarengen, sciatore nordico norvegese (Nordre Land, n. 1905 - Oslo, † 1984)

## Scrittori(35)
- Hans Aanrud, scrittore norvegese (Gausdal, n. 1863 - Oslo, † 1953)
- Hans Christian Andersen, scrittore e poeta danese (Odense, n. 1805 - Copenaghen, † 1875)
- H. C. Artmann, scrittore e poeta austriaco (Vienna, n. 1921 - Neustrelitz, † 2000)
- Hans Baumann, scrittore e traduttore tedesco (Amberg, n. 1914 - Murnau am Staffelsee, † 1988)
- Hans Bender, scrittore tedesco (Mühlhausen, n. 1919 - Colonia, † 2015)
- Hans Friedrich Blunck, scrittore e poeta tedesco (Amburgo, n. 1888 - Amburgo, † 1961)
- Hans Christian Branner, scrittore danese (Ordrup, n. 1903 - Copenaghen, † 1966)
- Hans Adolph Brorson, scrittore danese (Randerup, n. 1694 - Ribe, † 1764)
- Hans Christoph Buch, scrittore, traduttore e giornalista tedesco (Wetzlar, n. 1944)
- Hans Carossa, scrittore e poeta tedesco (Bad Tölz, n. 1878 - Rittsteig, † 1956)
- Hans Magnus Enzensberger, scrittore, poeta e traduttore tedesco (Kaufbeuren, n. 1929 - Monaco di Baviera, † 2022)
- Hans Grimm, scrittore tedesco (Augusta, n. 1891 - Essen, † 1953)
- Hans Jakob Christoffel von Grimmelshausen, scrittore tedesco (Gelnhausen, n. 1621 - Renchen, † 1676)
- Hans Gunnarsson, scrittore e sceneggiatore svedese (Finspång, n. 1966)
- Hans Herbjørnsrud, scrittore norvegese (Heddal, n. 1938 - Notodden, † 2023)
- Hans Holzer, scrittore austriaco (Vienna, n. 1920 - Manhattan, † 2009)
- Hans Henny Jahnn, scrittore tedesco (Stellingen, n. 1894 - Amburgo, † 1959)
- Hans Janowitz, scrittore boemo (Poděbrady, n. 1890 - New York, † 1954)
- Hans Jæger, scrittore, politico e filosofo norvegese (Drammen, n. 1854 - Oslo, † 1910)
- Hans Vilhelm Kaalund, scrittore danese (Copenaghen, n. 1818 - † 1885)
- Hans Keilson, scrittore, poeta e psicoanalista tedesco (Bad Freienwalde, n. 1909 - Hilversum, † 2011)
- Hans Ernst Kinck, scrittore norvegese (Øksfjord, n. 1865 - Oslo, † 1926)
- Hans Kirk, scrittore danese (Hadsund, n. 1898 - Copenaghen, † 1962)
- Hans Hellmut Kirst, scrittore tedesco (Ostróda, n. 1914 - Werdum, † 1989)
- Hans Koning, scrittore e giornalista olandese (Amsterdam, n. 1921 - Easton, † 2007)
- Hans Leip, scrittore, poeta e drammaturgo tedesco (Amburgo, n. 1893 - Fruthwilen, † 1983)
- Hans Mühlethaler, scrittore e drammaturgo svizzero (Mungnau bei Zollbrück, n. 1930 - † 2016)
- Hans Müller-Einigen, scrittore, commediografo e librettista austriaco (Brno, n. 1882 - Lago di Thun, † 1950)
- Hans Erich Nossack, scrittore, drammaturgo e giornalista tedesco (Amburgo, n. 1901 - Amburgo, † 1977)
- Hans Jürgen Press, scrittore e fumettista tedesco (Klein Konopken, n. 1926 - Amburgo, † 2002)
- H. A. Rey, scrittore e illustratore tedesco (Amburgo, n. 1898 - Cambridge, † 1977)
- Hans Werner Richter, scrittore tedesco (Heringsdorf, n. 1908 - Monaco di Baviera, † 1993)
- Hans Egede Schack, scrittore danese (Sengelose, n. 1820 - Schlagenbad, † 1859)
- Hans Tuzzi, scrittore e saggista italiano (Milano, n. 1952)
- Hans Maarten van den Brink, scrittore olandese (Oegstgeest, n. 1956)

## Scultori(9)
- Hans Backoffen, scultore tedesco (Sulzbach am Main, n. 1470 - Magonza, † 1519)
- Hans von Fernach, scultore tedesco
- Hans Ruprecht Hoffmann, scultore tedesco (Worms, n. 1540 - Treviri, † 1616)
- Hans Klocker, scultore austriaco (Gais - Bressanone)
- Hans Krumpper, scultore, stuccatore e architetto tedesco (Weilheim in Oberbayern - Monaco di Baviera, † 1634)
- Hans Morinck, scultore tedesco (n. 1555 - Costanza, † 1616)
- Hans Piffrader, scultore italiano (Chiusa, n. 1888 - Bolzano, † 1950)
- Hans Plangger, scultore italiano (Lasa, n. 1899 - Bolzano, † 1971)
- Hans Wimmer, scultore tedesco (Pfarrkirchen, n. 1907 - Monaco di Baviera, † 1992)

## Slittinisti(9)
- Hans Brandner, ex slittinista tedesco occidentale (Berchtesgaden, n. 1949)
- Hans Kohala, ex slittinista e dirigente sportivo svedese (Nacka, n. 1966)
- Hans Krausner, slittinista austriaco (n. 1928 - Semmering, † 2014)
- Hans Nägele, slittinista liechtensteinese (n. 1942 - † 1996)
- Hans Plenk, slittinista tedesco occidentale (Berchtesgaden, n. 1938 - Schönau am Königssee, † 2023)
- Hans Rinn, ex slittinista tedesco orientale (Langewiesen, n. 1953)
- Hans Sahlin, ex slittinista svedese (Östersund, n. 1946)
- Hans Schaller, ex slittinista tedesco
- Hans Stanggassinger, ex slittinista tedesco occidentale (Berchtesgaden, n. 1960)

## Sociologi(2)
- Hans Freyer, sociologo tedesco (Lipsia, n. 1887 - Ebersteinburg, † 1969)
- Hans Glauber, sociologo, artista e alpinista italiano (San Candido, n. 1933 - Bolzano, † 2008)

## Sollevatori(3)
- Hans Abraham, sollevatore tedesco (n. 1886 - † 1963)
- Hans Haas, sollevatore austriaco (Vienna, n. 1906 - † 1973)
- Hans Zdražila, ex sollevatore cecoslovacco (Ostrava, n. 1941)

## Storici(8)
- Hans Bänziger, storico e scrittore svizzero (Romanshorn, n. 1917 - Romanshorn, † 2005)
- Hans Delbrück, storico e politico tedesco (Bergen auf Rügen, n. 1848 - Berlino, † 1929)
- Hans Fässler, storico, politico e cantautore svizzero (San Gallo, n. 1954)
- Matthias Gardell, storico e sociologo svedese (Solna, n. 1959)
- Christian Gerlach, storico tedesco (n. 1963)
- Hans Mommsen, storico tedesco (Marburgo, n. 1930 - Tutzing, † 2015)
- Hans Conrad Peyer, storico svizzero (Sciaffusa, n. 1922 - Zurigo, † 1994)
- Hans K. Schulze, storico e diplomatista tedesco (Altenburg, n. 1932 - Niederweimar, † 2013)

## Storici dell'arte(5)
- Hans Belting, storico dell'arte tedesco (Andernach, n. 1935 - Berlino, † 2023)
- Hans Höger, storico dell'arte e saggista tedesco (Stoccarda, n. 1960)
- Hans Sedlmayr, storico dell'arte austriaco (Szarvkő, n. 1896 - Salisburgo, † 1984)
- Hans Tietze, storico dell'arte austriaco (Praga, n. 1880 - New York, † 1954)
- Hans Vollmer, storico dell'arte tedesco (Charlottenburg, n. 1878 - Lipsia, † 1969)

## Tennistavolisti(1)
- Hans Alser, tennistavolista svedese (Borås, n. 1942 - Stoccolma, † 1977)

## Tennisti(7)
- Hans Gildemeister, ex tennista cileno (Lima, n. 1956)
- Hans Hach Verdugo, tennista messicano (Culiacán, n. 1989)
- Hans Kary, ex tennista austriaco (Spittal an der Drau, n. 1949)
- Hans Nüsslein, tennista e allenatore di tennis tedesco (Norimberga, n. 1910 - Altenkirchen, † 1991)
- Hans Podlipnik-Castillo, ex tennista cileno (Santiago del Cile, n. 1988)
- Hans Schwaier, ex tennista tedesco (Mindelheim, n. 1964)
- Hans Simonsson, ex tennista svedese (Fargaryd, n. 1962)

## Tenori(3)
- Hans Beirer, tenore austriaco (Wiener Neustadt, n. 1911 - Berlino, † 1993)
- Hans Dornbusch, tenore e insegnante svedese (Göteborg, n. 1944)
- Hans Ingi Hedemark, tenore e attore norvegese (Kristiania, n. 1875 - Oslo, † 1930)

## Teologi(7)
- Hans Boersma, teologo canadese (n. 1961)
- Hans Haas, teologo tedesco (Donndorf, n. 1868 - Lipsia, † 1934)
- Hans Kessler, teologo tedesco (Schwäbisch Gmünd, n. 1938)
- Hans Küng, teologo, presbitero e saggista svizzero (Sursee, n. 1928 - Tubinga, † 2021)
- Hans Lietzmann, teologo e filologo tedesco (Düsseldorf, n. 1875 - Locarno, † 1942)
- Hans Tausen, teologo danese (Birkende, n. 1494 - Ribe, † 1561)
- Hans von Campenhausen, teologo tedesco (n. 1903 - † 1989)

## Teorici della musica(1)
- Hans Kayser, teorico musicale tedesco (Buchau, n. 1891 - Berna, † 1964)

## Tipografi(1)
- Hans Lufft, tipografo e editore tedesco (Amberg, n. 1495 - Wittenberg, † 1584)

## Tiratori a segno(2)
- Hans Nordvik, tiratore a segno norvegese (Trondenes, n. 1880 - Oslo, † 1960)
- Hans Rudolf Spillmann, tiratore a segno svizzero (Zurigo, n. 1932 - Zurigo, † 2024)

## Tiratori a volo(1)
- Hans Liljedahl, tiratore a volo svedese (Stoccolma, n. 1913 - Stoccolma, † 1991)

## Tuffatori(1)
- Hans Luber, tuffatore tedesco (Monaco di Baviera, n. 1893 - † 1940)

## Velisti(2)
- Hans Dittmar, velista finlandese (Helsinki, n. 1902 - Helsinki, † 1967)
- Hans Fogh, velista danese (Rødovre, n. 1938 - Toronto, † 2014)

## Velocisti(2)
- Hans Eicke, velocista tedesco (Francoforte sul Meno, n. 1885 - Berlino, † 1947)
- Hans Geister, velocista tedesco (Duisburg, n. 1928 - † 2012)

## Vescovi cattolici(1)
- Hans Ludvig Martensen, vescovo cattolico danese (Copenaghen, n. 1927 - Hellerup, † 2012)

## Vescovi vetero-cattolici(1)
- Hans Gerny, vescovo vetero-cattolico svizzero (Olten, n. 1937 - Berna, † 2021)

## Violoncellisti(1)
- Hans Kindler, violoncellista e direttore d'orchestra olandese (Rotterdam, n. 1892 - Watch Hill, † 1949)

## Zoologi(3)
- Hans Jacob Hansen, zoologo danese (Bellinge, n. 1855 - Gentofte, † 1936)
- Hans Hass, zoologo, oceanografo e fotografo austriaco (Vienna, n. 1919 - Vienna, † 2013)
- Hans Peter Christian Møller, zoologo e politico danese (Helsingør, n. 1810 - Roma, † 1845)

## Senza attività specificata(5)
- Hans Engelsen Eide, ex sciatore freestyle norvegese (Voss, n. 1965)
- Hans Langseth (Eidsvoll, n. 1846 - Wyndmere, † 1927)
- Hans Moser, cavallerizzo svizzero (n. 1901 - † 1974)
- Hans Reichel,  tedesco (Hagen, n. 1949 - Wuppertal, † 2011)
- Hans Tomamichel, pittore |Attività2=illustratore |Attività3=grafico svizzero (Bosco Gurin, n. 1899 - Zurigo, † 1984)